# Виан-Кюблер, Урсула
Урсу́ла Виа́н-Кю́блер (30 июля 1925 (по другим данным — 6 сентября 1928), Цюрих, Швейцария — 18 января 2010) — французская и швейцарская актриса и балерина.

## Биография
Урсула Кюблер (полная фамилия — Виан-Кюблер) родилась 30 июля 1925 года (по другим данным — 6 сентября 1928 года) в Цюрихе.
Её отец — Арнольд Кюблер, швейцарец по национальности, редактор и создатель популярного швейцарского журнала, актёр и писатель. Мать, по национальности шведка, — Алва Кюблер Гертц, профессор, преподавала физическое воспитание и теннис. Братья — Олаф Кюблер — актёр, Йорн Кюблер — киноактёр, артист цирка, владелец цирковой компании в Швейцарии.
Урсула с детства занималась танцами, училась игре на фортепиано. Также обучалась в хореографическом училище в театре оперы и балета в Цюрихе, затем продолжила обучение в Стокгольме. В конце 1940-х годов переехала в Париж. Во Франции танцевала в труппе Мориса Бежара, в его ранних балетных постановках. Позднее работала с Роланом Пети в труппе знаменитого «Ballets de Paris», была примой-балериной. Особым успехом пользовался балет Ролана Пети «Кармен», с которым Урсула Кюблер гастролировала в Европе и США.
В 1954 году Урсула Кюблер вышла замуж за известного французского писателя Бориса Виана. Продолжала танцевать в авангардных балетах «Модерн джаз», «Балет Хо», «Lover man». В 1957—1959 годах из-за болезни мужа прервала артистическую карьеру. После его смерти возобновила своё участие в спектаклях. Успех актрисе принёс спектакль Мориса Бежара «Семь смертных грехов», который был поставлен знаменитым хореографом в «Theatre de l’Etoile» , Париж и «Grand Theatre de la Monnaie», Брюссель.
Всего Урсула Кюблер снялась в 19 фильмах.
Снималась у таких известных кинорежиссёров, как Луи Маль, Пьер Каст, Аньес Варда, Янник Беллон, Роже Вадим, Шарль Бельмон. Её последняя работа в кино — фильм режиссёра Пьера Каста «Солнца острова Пасхи» (1972), — (в титрах — Урсула Виан).
Урсула Кюблер также выступала и на театральной сцене как драматическая актриса в спектакле режиссёра Арианы Мнушкиной «Сон в летнюю ночь» Шекспира (Титания). С успехом снималась на телевидении.
До 2010 года была вице-президентом «Фонда Бориса Виана», сопредседателем артистического центра «Nits de Canco i de musica a Eus», руководила образовательным «College de 'Pataphysique».
Урсула Кюблер скончалась 18 января 2010 года.

## Фильмография
1. 1952 — Saint-Tropez, devoir de vacances — Урсула
2. 1954 — Французский канкан — танцовщица кабаре
3. 1960 — Прекрасный возраст — Урсула
4. 1961 — Мёртвый сезон любви — Урсула
5. 1962 — Отдых воина — няня
6. 1962 — Частная жизнь — Карла
7. 1963 — Блуждающий огонёк — Фанни
8. 1963 — Порок и добродетель — эпизод
9. 1963 — Спасибо, Натерсия! — Ольга
10. 1964 — La reine verte — Урсула Кюблер
11. 1965 — Infarctus — Хелен
12. 1966 — Создания (фильм, 1966) — Вамп
13. 1966 — À la belle étoile — La femme sans nom
14. 1967 — Le désordre à vingt ans — Урсула Кюблер
15. 1968 — Пена дней — Монахиня
16. 1968 — Drôle de jeu — Эльвира
17. 1969 — Главный свидетель — Варвара
18. 1970 — Klann - grand guignol — Патриция
19. 1971 — Ромовый бульвар — Женни
20. 1972 — Солнца острова Пасхи — Урсула Кюблер